# Sovjet Top Liga 1986
In 1986 werd de 49ste editie van de Sovjet Top Liga gespeeld voor voetbalclubs uit Sovjet-Unie. De competitie werd gespeeld van 1 maart tot 7 december. Dinamo Kiev werd kampioen.
Er waren twee clubs minder dan in het voorgaande seizoen en er waren geen teams gepromoveerd. De regel dat teams slechts tien wedstrijden punten kregen voor een gelijkspel bleef ook dit seizoen gelden, behalve voor Dinamo Kiev omdat het nationale elftal, dat zich voorbereidde voor het WK in Mexico bijna volledig uit spelers van Dinamo bestond. Een uitgestelde wedstrijd van de zestiende speeldag werd op 7 december als laatste wedstrijd van het seizoen gespeeld. Dinamo Kiev tegen rechtstreekse concurrent Dinamo Moskou. Rats en Bjelanov zetten Kiev op voorsprong. Dinamo Moskou kon nog de aansluitingstreffer maken maar verloor uiteindelijk de wedstrijd en ook de titel omdat zij niet vrijgesteld waren van de gelijkspelregel en eigenlijk evenveel gewonnen en gelijk gespeeld had als Dinamo Kiev.

## Eindstand
Clubs kregen één punt voor een gelijkspel tot tien wedstrijden toe, daarna kregen ze geen punten meer voor een gelijkspel. 
| Plaats | Club                   | Wed. | W  | G  | V  | Saldo | Ptn. |
| ------ | ---------------------- | ---- | -- | -- | -- | ----- | ---- |
| 1.     | Dinamo Kiev            | 30   | 14 | 11 | 5  | 53:33 | 39   |
| 2.     | Dinamo Moskou          | 30   | 14 | 11 | 5  | 46:26 | 38   |
| 3.     | Spartak Moskou         | 30   | 14 | 9  | 7  | 52:21 | 37   |
| 4.     | Zenit Leningrad        | 30   | 12 | 9  | 9  | 44:36 | 33   |
| 5.     | Dinamo Tbilisi         | 30   | 12 | 9  | 9  | 36:36 | 33   |
| 6.     | Sjachtjor Donjetsk     | 30   | 11 | 9  | 10 | 40:38 | 31   |
| 7.     | Kairat Alma-Ata        | 30   | 11 | 8  | 11 | 33:39 | 30   |
| 8.     | Zjalgiris Vilnjoes     | 30   | 11 | 8  | 11 | 32:37 | 30   |
| 9.     | Torpedo Moskou         | 30   | 10 | 11 | 9  | 31:28 | 30   |
| 10.    | Dinamo Minsk           | 30   | 10 | 8  | 12 | 37:40 | 28   |
| 11.    | Dnjepr Dnjepropetrovsk | 30   | 8  | 12 | 10 | 41:41 | 26   |
| 12.    | Metallist Charkov      | 30   | 9  | 9  | 12 | 21:25 | 27   |
| 13.    | Neftsji Bakoe          | 30   | 8  | 12 | 10 | 33:38 | 26   |
| 14.    | Ararat Jerevan         | 30   | 8  | 10 | 12 | 27:44 | 26   |
| 15.    | Tsjernomorets Odessa   | 30   | 8  | 7  | 15 | 29:37 | 23   |
| 16.    | Torpedo Koetaisi       | 30   | 5  | 7  | 18 | 24:60 | 17   |

|  | Kampioen   |
|  | Degradatie |

De toenmalige namen worden weergegeven, voor clubs uit nu onafhankelijke deelrepublieken wordt de Russische schrijfwijze weergegeven zoals destijds gebruikelijk was, de vlaggen geven aan uit welke republiek de clubs afkomstig zijn. De huidige vlaggen worden gebruikt en niet de historische omdat deze veel bekender zijn. 

#### Topschutters
| Speler               | Speler                  | Goals | Club                   |
| -------------------- | ----------------------- | ----- | ---------------------- |
| Vlag van Sovjet-Unie | Aleksandr Borodjoek     | 21    | Dinamo Moskou          |
| Vlag van Sovjet-Unie | Oleg Protasov           | 17    | Dnjepr Dnjepropetrovsk |
| Vlag van Sovjet-Unie | Sergej Rodionov         | 17    | Spartak Moskou         |
| Vlag van Sovjet-Unie | Masjalla Achmedov       | 13    | Neftsji Bakoe          |
| Vlag van Sovjet-Unie | Georgi Kondratjev       | 13    | Dinamo Minsk           |
| Vlag van Sovjet-Unie | Aleksej Michajlitsjenko | 12    | Dinamo Kiev            |
| Vlag van Sovjet-Unie | Igor Petrov             | 12    | Sjachtjor Donjetsk     |
| Vlag van Sovjet-Unie | Joeri Savitsjev         | 12    | Torpedo Moskou         |
| Vlag van Sovjet-Unie | Ihor Bjelanov           | 10    | Dinamo Kiev            |
| Vlag van Sovjet-Unie | Revaz Tsjelebadze       | 10    | Dinamo Tbilisi         |
| Vlag van Sovjet-Unie | Arminas Narbekovas      | 10    | Zjalgiris Vilnjoes     |
| Vlag van Sovjet-Unie | Jestafi Pechlevanidi    | 10    | Kairat Alma-Ata        |

### Kampioen
| Sovjet Top Liga 1986             |
| Sovjet Unie                      |
| -------------------------------- |
| DINAMO KIEV Kampioen (11° titel) |